# Hans Keeß
Hans Keeß (* 6. Oktober 1913 in Deggendorf; † 23. Juli 1966 in Ottobrunn) war ein deutscher Politiker der WAV.

## Leben und Beruf
Keeß legte an der Realschule in Deggendorf die mittlere Reife ab und absolvierte eine Lehre im Buchdruckergewerbe. Diese schloss er mit der Gesellenprüfung als Schriftsetzer und Buchdrucker ab. An der Schriftleiter-Hochschule in Regensburg erwarb er 1934 das Schriftleiterdiplom. Daraufhin war er bei der H.N.A. München als Presse- und Wetterfunker tätig. Im Zweiten Weltkrieg übernahm er ebenfalls die Funktion des Funkers, dabei erlitt er Kriegsschädigungen der Versehrtenstufe III. Nach dem Krieg wurde er Angestellter in der Kanzlei der Münchner Stadtverwaltung.

## Politik
1946 wurde Keeß in den Kreistag des Landkreises München gewählt, diesem gehörte er zwei Jahre an. Ebenfalls 1946 wurde er für die WAV in den ersten Bayerischen Landtag der Nachkriegszeit gewählt. Im Parlament war er Fraktionsvorsitzender der WAV. Zum 17. März löste sich diese Fraktion jedoch auf. Keeß gehörte danach zunächst der Freien Parlamentarischen Vereinigung an, danach der Deutschen Partei für Freiheit und Recht und schließlich der Freien Fraktionsgemeinschaft. Mit Ende der Wahlperiode im November 1950 schied Keeß aus dem Landtag aus.